# Diocesi di Nardò-Gallipoli

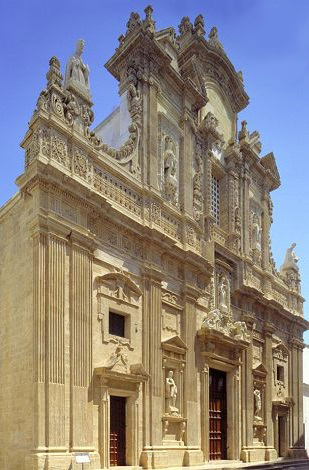
Basilica concattedrale di Sant'Agata

La diocesi di Nardò-Gallipoli (in latino Dioecesis Neritonensis-Gallipolitana) è una sede della Chiesa cattolica in Italia suffraganea dell'arcidiocesi di Lecce appartenente alla regione ecclesiastica Puglia. Nel 2023 contava 201.222 battezzati su 203.167 abitanti. È retta dal vescovo Fernando Filograna.

## Territorio

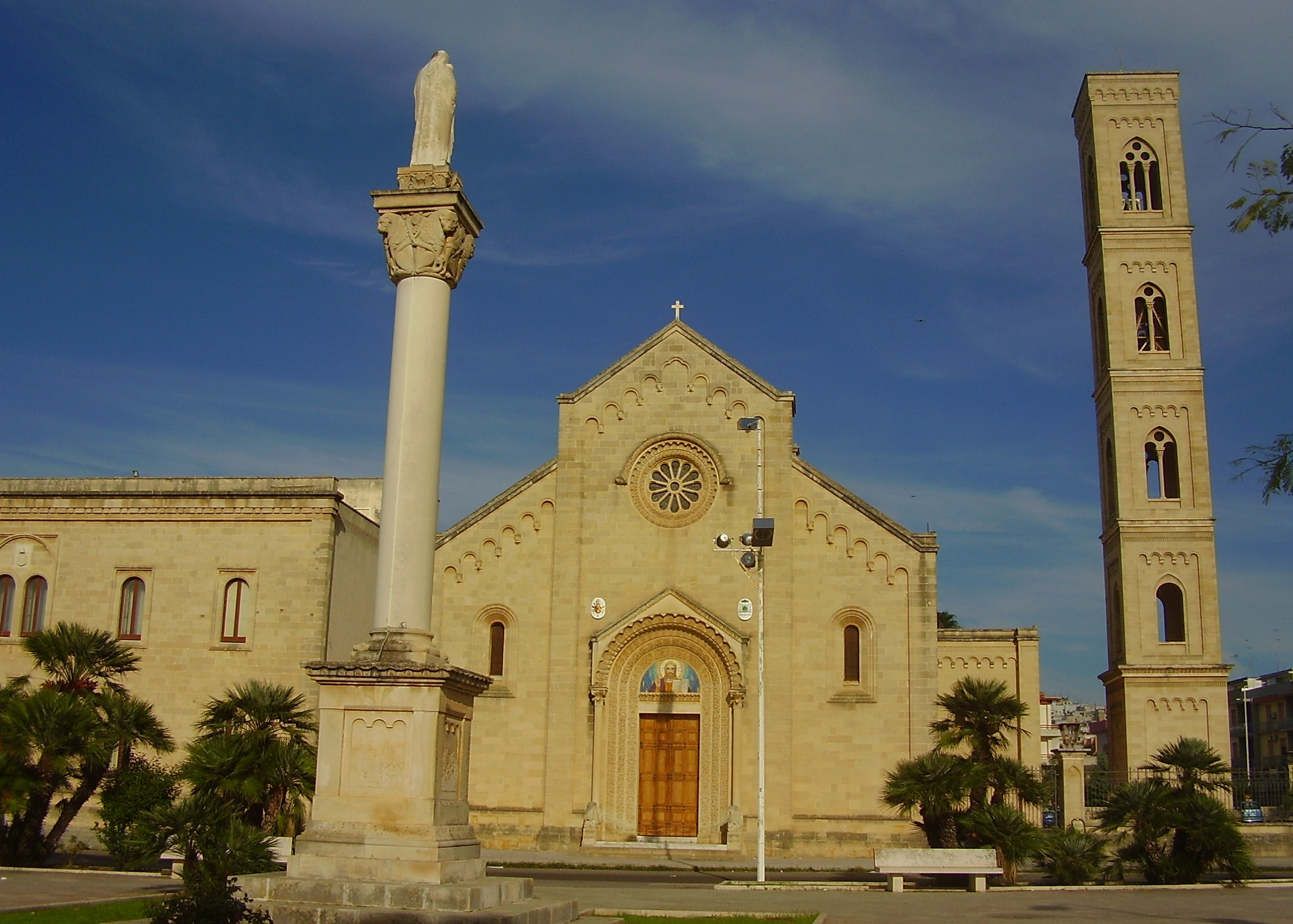
Basilica di Santa Maria della Coltura.

La diocesi comprende la porzione occidentale del Salento.
Sede vescovile è la città di Nardò, dove si trova la basilica cattedrale dell'Assunzione di Maria Vergine. A Gallipoli si trova la basilica concattedrale di Sant'Agata.

### Parrocchie e zone pastorali

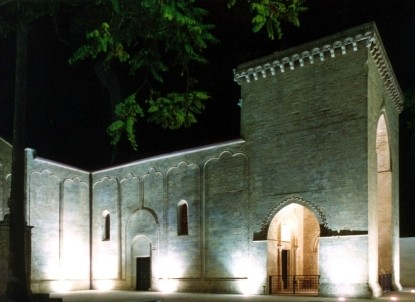
Santuario di Santa Maria della Lizza, Alezio

Il territorio è suddiviso in 66 parrocchie, raggruppate in 6 zone pastorali o foranie:
- "Beata Vergine Maria della Coltura", comprendente le parrocchie dei comuni di: Casarano, Matino, Parabita e Tuglie;
- "Sant'Agata", comprendente le parrocchie dei comuni di: Alezio, Gallipoli e Sannicola con le frazioni di Chiesanuova, Lido Conchiglie e San Simone (tale giurisdizione rispecchia quasi esattamente i confini della vecchia diocesi di Gallipoli; il territorio del comune di Tuglie era diviso, infatti, con la diocesi di Nardò);
- "Santa Maria, Madre della Chiesa", comprendente le parrocchie dei comuni di: Alliste con le frazioni di Capilungo e Felline, Melissano, Racale e Taviano;
- "San Giuseppe da Copertino", comprendente le parrocchie dei comuni di: Copertino e Porto Cesareo con le località di Boncore, Pittuini e Torre Lapillo;
- "San Gregorio Armeno", comprendente le parrocchie della città di: Nardò e frazioni;
- "Santissimo Crocifisso", comprendente le parrocchie dei comuni di: Aradeo, Galatone, Neviano e Seclì.

### Rettorie
Nelle 6 zone pastorali o foranie vi sono alcune chiese che godono dello status di rettorie essendo, la gran parte, sedi di confraternite.

### Santuari
In diocesi sono presenti i seguenti santuari:
- Santa Maria dell'Alizza, Alezio;
- Santissimo Crocifisso della Pietà, Galatone;
- Santa Maria della Grazia, Galatone;
- Maria Santissima del Canneto, Gallipoli;
- Beata Vergine Maria Addolorata, Matino;
- Madonna della Coltura, Parabita;
- Beata Vergine Maria Addolorata, Taviano;

Luoghi spirituali di interesse diocesano
- San Giuseppe da Copertino, Copertino;
- Santa Maria della Grottella, Copertino.

### Strutture formative e residenziali
- Episcopio (Gallipoli);

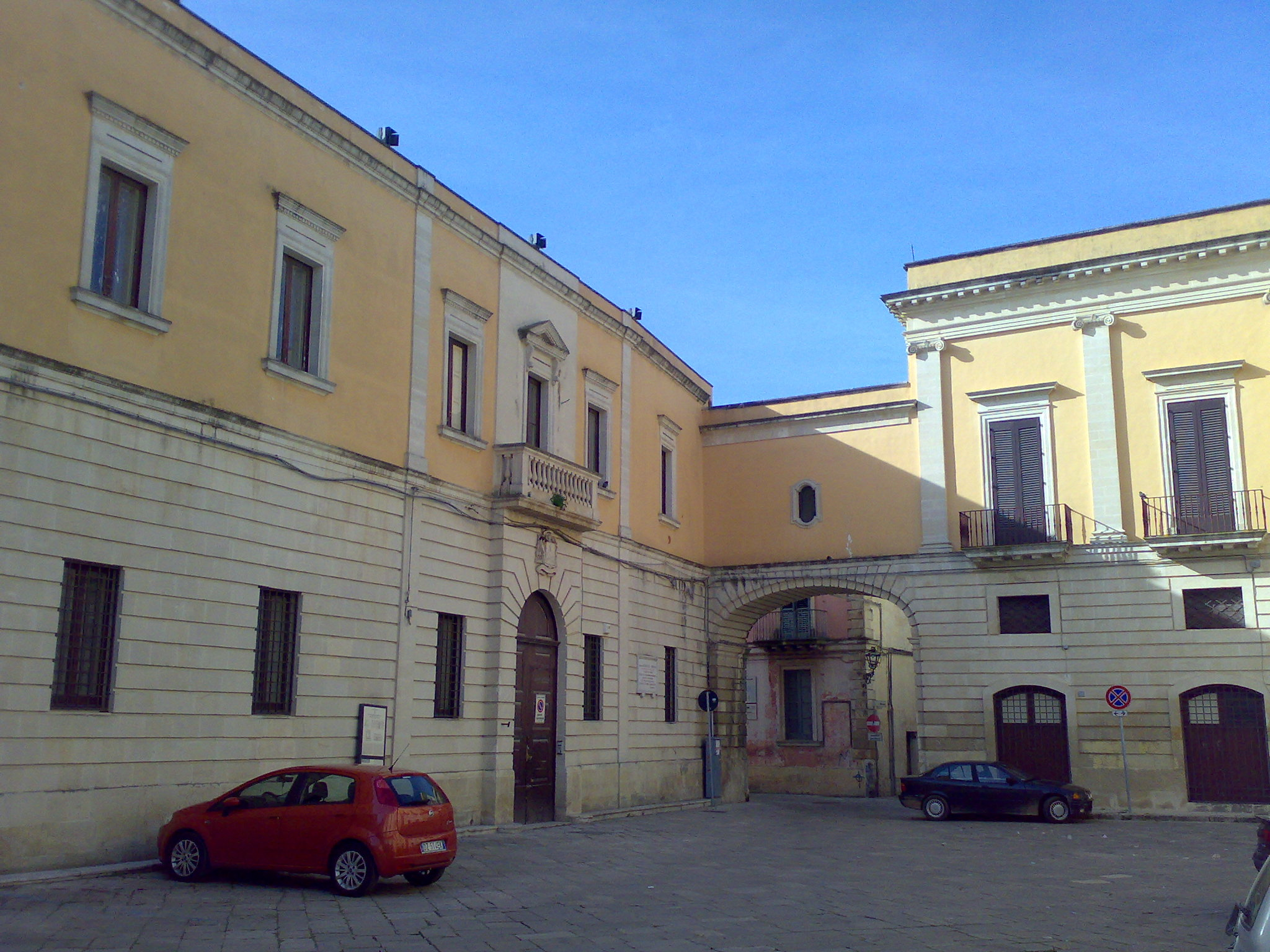
Palazzo del vecchio Seminario, Nardò

Il Palazzo vescovile è attiguo alla Cattedrale di Gallipoli. Il vescovo Massa nel 1652 fece demolire la struttura preesistente in quanto in stato fatiscente e, nel 1700, il vescovo Oronzo Filomarini lo abbellì di suppellettili, mobili pregiati, tele e affreschi realizzati dall'artista gallipolino Michele Lenti. 
L'edificio è ampio e disposto in tre ampi piani e dispone di un giardino e di una cappella privata del vescovo. Nel corso degli anni vi hanno fatto visita sovrani e personalità eminenti del panorama politico e religioso. È doveroso citare la visita svolta nel 1844 da re Ferdinando II con la consorte Maria Teresa d'Austria. 
In passato ha ospitato diverse istituzioni scolastiche, tra cui il Liceo Quinto Ennio ed è stato dimora fissa dei vescovi che negli anni si sono succeduti nella chiesa gallipolina.
Dopo anni di chiusura dovuta ad una ristrutturazione radicale, il 15 ottobre 2015 il vescovo Filograna ha inaugurato l'episcopio che ospita anche la "Mensa della Carità" per i poveri e il Centro ascolto diocesano.
- Seminario diocesano - Gallipoli;

L'edificio, sede del Museo diocesano di Gallipoli è utilizzato per mostre, convegni e riunioni.
- Casa per ferie e campiscuola "La Lizza" - Alezio;

La struttura, ristrutturata recentemente, adiacente al santuario mariano di "Santa Maria della Lizza", è predisposta per incontri spirituali o culturali, vacanze e campiscuola.
- Complesso formativo residenziale "Oasi Tabor" - Cenate;

L'opera, realizzata sotto l'episcopato di Corrado Ursi, con annessa l'antica villa estiva dei vescovi di Nardò, fu realizzata per la formazione del clero e dei fedeli.
Negli ultimi anni, dopo la ristrutturazione, la struttura è stata adibita anche a casa di vacanza o location per eventi culturali.
- Seminario diocesano - Nardò;

L'edificio è utilizzato, in alcuni periodi dell'anno, per campiscuola, esercizi spirituali o convegni
- Casa per ferie "Elvira" - Santa Caterina.

Residenza destinata ai gruppi parrocchiali per incontri spirituali o formativi.

## Storia

### Diocesi di Gallipoli
Incerte sono le origini della diocesi di Gallipoli. Secondo la "tradizione petrina", la città di Gallipoli fu decorata, sin dai primi tempi del cristianesimo, della cattedra vescovile dallo stesso apostolo Pietro che, di passaggio a Gallipoli nel suo viaggio verso Roma, dopo aver fondato la diocesi, avrebbe lasciato la giovane chiesa al suo discepolo san Pancrazio, il quale in seguito si trasferì in Sicilia, subendo il martirio a Taormina.
Come scrive Nicola Maria Cataldi, Pietro sarebbe giunto in Italia sbarcando nel porto di Gallipoli con i discepoli e fedeli provenienti da Antiochia, nell'anno 42 o 43 sotto il regno di Claudio. A testimoniare il passaggio dell'apostolo fu costruita la chiesa di San Pietro dei Samari nel territorio diocesano, dove si crede che san Pietro abbia battezzato i primi fedeli; altro edificio religioso era San Pietro "cucurizzutu" (per via della forma piramidale della cupola), registrato nella visita pastorale di Pellegrino Cibo (1536-1540).
Nella vicina Alezio esisteva nel XVI secolo una cappella dedicata al primo vescovo, la quale era affiancata da un pozzo le cui acque si veneravano come miracolose e prodigiose, perché Pancrazio aveva battezzato i fedeli convertiti alla nuova religione.
Sui quattro lati del pozzo leggevasi la seguente iscrizione: P.C.A.D. (Pancratio Callipolitano Antistiti Dicatum = Dedicato a Pancrazio primo vescovo gallipolitano). 
Il vescovo Vincenzo Capece (1596-1620) volle fare immortalare questa tradizione commissionando un'opera a Gian Domenico Catalano (oggi nella sacrestia del santuario della Lizza in Alezio).
Non si hanno delle fonti storiografiche che attestino il nome del Pontefice che elevò Gallipoli a sede vescovile; Ferdinando Ughelli, acuto storico dell'origine delle sedi episcopali, scrisse nel tomo IX della sua opera maggiore "Italia Sacra" che vetustissimus Callipolitanus Episcopatus est. È certo però che la diocesi di Gallipoli sia anteriore ai tempi di papa Gregorio I.
Primo vescovo attestato storicamente e largamente condiviso dagli storici è Domenico, che sottoscrisse un decreto di papa Vigilio del 551 contro Teodoro, arcivescovo monofisita di Cesarea.

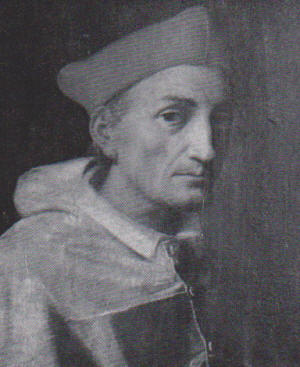
Francesco Armellini Pantalassi de' Medici, amministratore apostolico di Gallipoli (1513 - 1518)

Sinodo nella cattedrale di Gallipoli convocato dal vescovo Nicola Margiotta

L'accademico e storico Giorgio Otranto, nella sua opera "Italia meridionale e Puglia paleocristiane: saggi storici", sostiene che la diocesi risalirebbe addirittura all'inizio del V secolo o alla fine del IV; certo è che Gallipoli, verso la fine del VI secolo, fosse una sede vescovile latina.

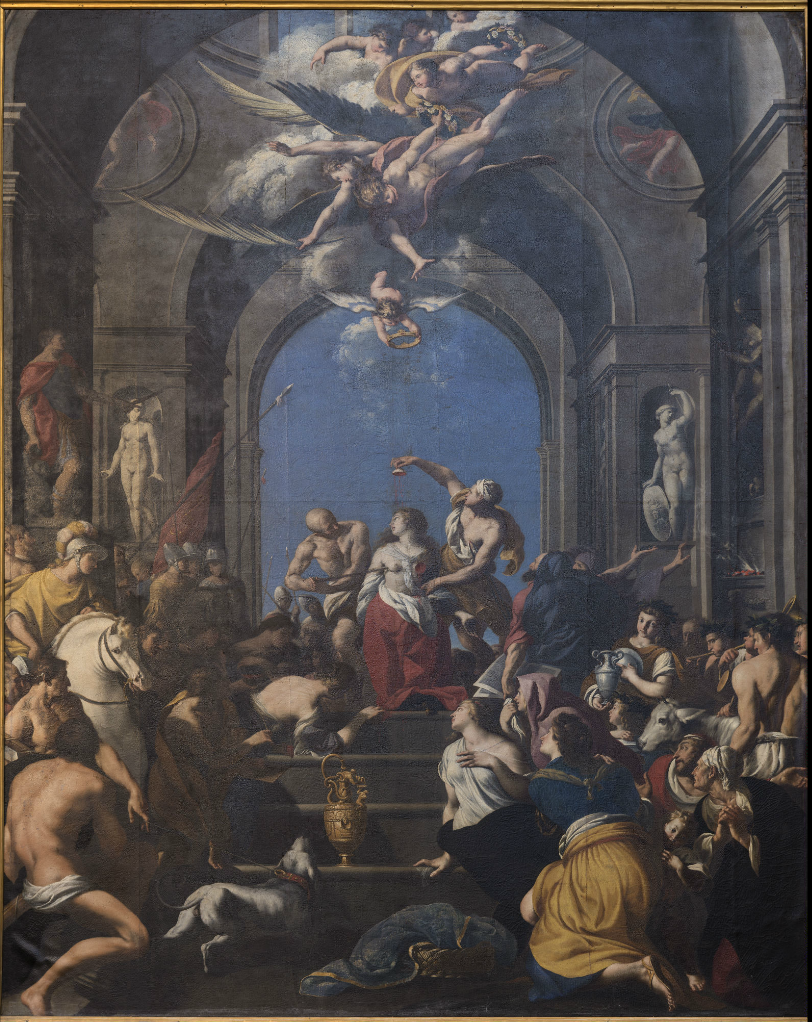
Tela della patrona della diocesi nella cattedrale di Sant'Agata (Giovanni Andrea Coppola)

Fino all'VIII secolo era una diocesi immediatamente soggetta alla Santa Sede.
Successivamente
dall'VIII all'XI secolo le diocesi salentine gravitarono nell'orbita del patriarcato di Costantinopoli, fino alla conquista normanna della regione. In epoca bizantina, Gallipoli era suffraganea dell'arcidiocesi di Santa Severina, come attestato dalla Notitia Episcopatuum attribuita all'imperatore bizantino Leone VI (886-912) e databile all'inizio del X secolo.
Un tempo comprendeva numerosi territori come Nardò, Copertino, Galatone, Seclì, Noha, Neviano, Tuglie, Parabita, Alliste, Felline, Taviano e Casarano. A confermare l'ipotesi che Nardò ne abbia fatto parte, vi è un breve documento spedito da Clemente VI ad Avignone nel 1348.
Il capitolo dei canonici della cattedrale di Gallipoli eleggeva i vescovi fino al XIV secolo, ma numerosi furono i problemi che nacquero tra gli elettori e gli eletti. Clemente V fu il primo romano pontefice che provvide all'elezione dei vescovi gallipolitani.
In seguito ai cambiamenti politici nel Salento, subito dopo il sinodo di Melfi del 1067, Gallipoli divenne suffraganea dell'arcidiocesi di Otranto. Il rito latino si impose nella diocesi solo gradualmente: ancora nel XVI secolo la cattedrale era officiata da sacerdoti di rito bizantino.

Immagine storica della Processione dell'Addolorata a Gallipoli, organizzata dalla Confraternita di Maria Santissima del Monte Carmelo e della Misericordia Orazione e Morte. Al centro in abito corale l'allora vescovo Nicola Margiotta. In secondo piano si può notare il baldacchino sotto il quale è presente una stauroteca

Fu mantenuto il rito greco-bizantino fino al 1513 a causa della presenza dei monaci basiliani che si rifugiarono a Gallipoli per scampare alle persecuzioni iconoclaste.
A ricordo di questa antica tradizione del rito greco osservato nella diocesi, durante i solenni pontificali di Sant'Agata presieduti dal vescovo, il Vangelo viene proclamato in greco dal canonico del capitolo della cattedrale.
La diocesi di Gallipoli, con l'avvento dei Normanni, come attestato da un documento del 1172, dovette cedere la gran parte del suo territorio alla vicina abbazia di Sancta Maria de Nerito.

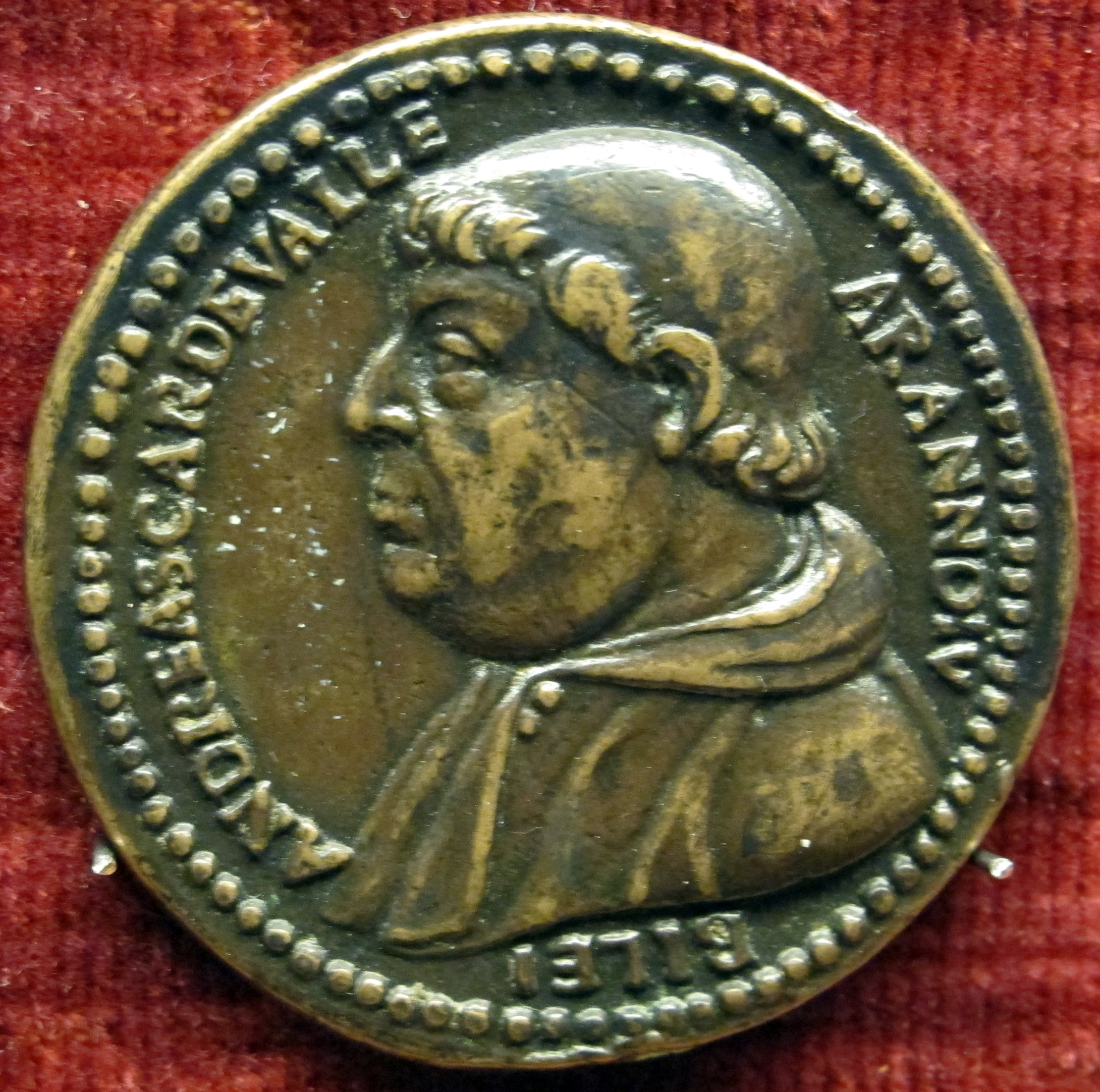
Il cardinale Andrea della Valle, amministratore apostolico di Gallipoli (1518 - 1524)

La diocesi generò molti vescovi tra cui: Filippo Gorgoni (vescovo di Ugento), Antonio Camaldari (vescovo di Montepeloso), Fra Ludovico Bevilacqua (vescovo di Catellammare), Fra Domenico Stradiotti (vescovo di Castro), Giovanni Carlo Coppola (abate e vescovo di Muro Lucano), Abate Ercole Coppola (vescovo di Nicotera), Guglielmo Camaldari (arcivescovo di Rossano) e Filippo D'Aprile (vescovo di Teano e in seguito traslato alla sede di Melfi e Rapolla).
È certo che la diocesi gallipolitana generò importanti e conosciute personalità religiose: alcuni vescovi saranno elevati alla dignità cardinalizia come Corrado di Sabina, il cardinale camerlengo Francesco Armellini Pantalassi de' Medici ed Andrea della Valle; il vescovo Alessio Zelodano fu chiamato da papa Giulio II come segretario ufficiale, essendo riconosciuta la sua ottima preparazione in ambito teologico e filosofico; il cardinale Vincenzo Orsini arcivescovo di Benevento e poi eletto papa col nome di Benedetto XIII fu un commendatario dell'abbazia di San Mauro. Filippo V di Spagna chiamò presso la propria corte l'arcivescovo gallipolitano Antonio Maria Piscatori, nominandolo predicatore della Corte, qualificatore della Sacra Inquisizione, Teologo ed esaminatore nell'apostolica Nunziatura del Regno di Spagna.

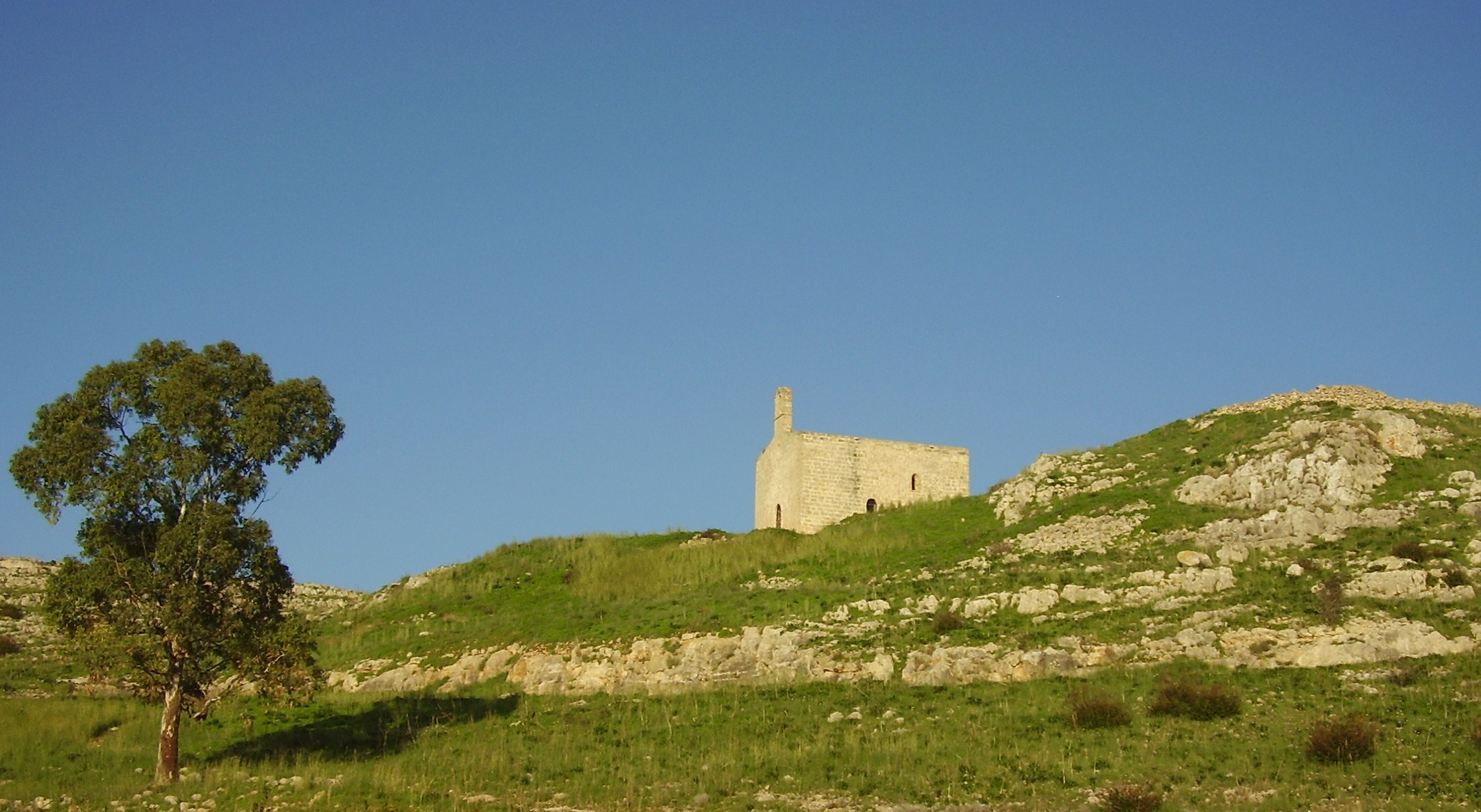
Rupi dell'abbazia di San Mauro, a Sannicola, di cui fu commendatario Papa Benedetto XIII, al secolo Pietro Francesco (in religione Vincenzo Maria) Orsini

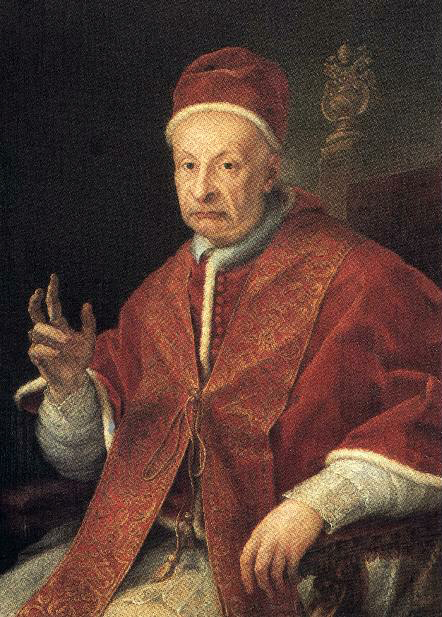
Papa Benedetto XIII (1650 - 1730)

Il 47º vescovo di Gallipoli Gonzalo de Rueda, per la sua austera e lodevole vita, fu proposto come modello a tutti i nuovi vescovi da Papa Urbano VIII, il quale affermava spesso: "Speculatevi in quel Santo Prelato di Gallipoli".
Secondo il professore Antonio Barbino, questi vescovi hanno contribuito a rendere l'«antica diocesi gallipolina una della più importanti d'Italia», oltre ad essere una delle più antiche.

### Diocesi di Nardò

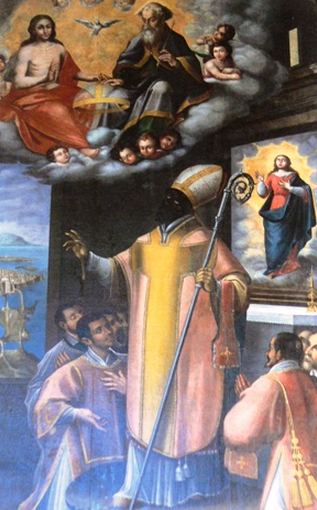
San Pancrazio di Taormina, secondo la tradizione primo vescovo di Gallipoli, Chiesa di Santa Maria della Lizza (Gian Domenico Catalano)

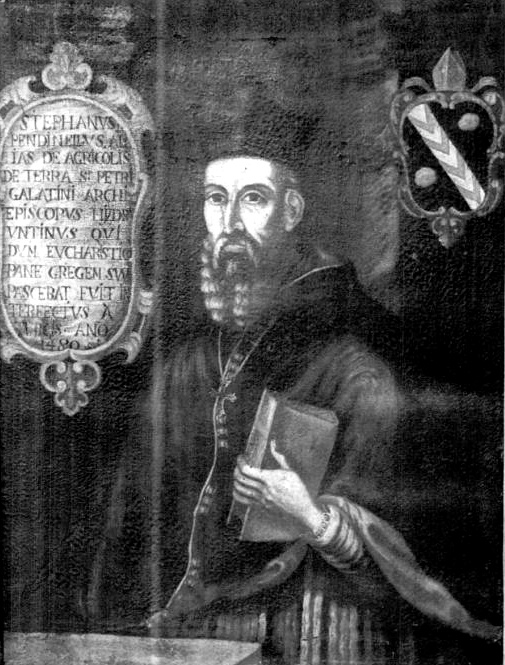
Stefano Argercolo Pendinelli, vescovo di Nardò (1436 - 1451)

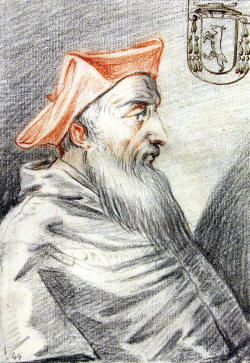
Giovanni Domenico De Cupis, vescovo di Nardò (1532 - 1536)

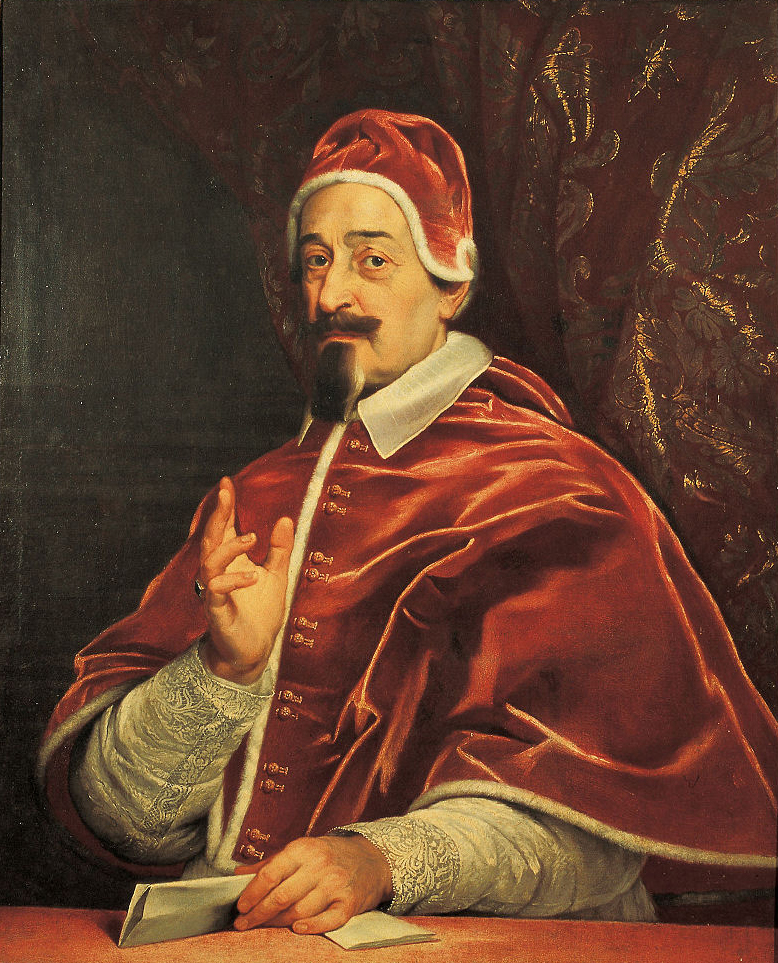
Papa Alessandro VII, nato Fabio Chigi, vescovo di Nardò (1635 - 1652)

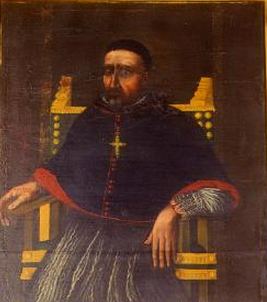
Antonio Perez della Lastra, vescovo di Gallipoli (1679 - 1700)

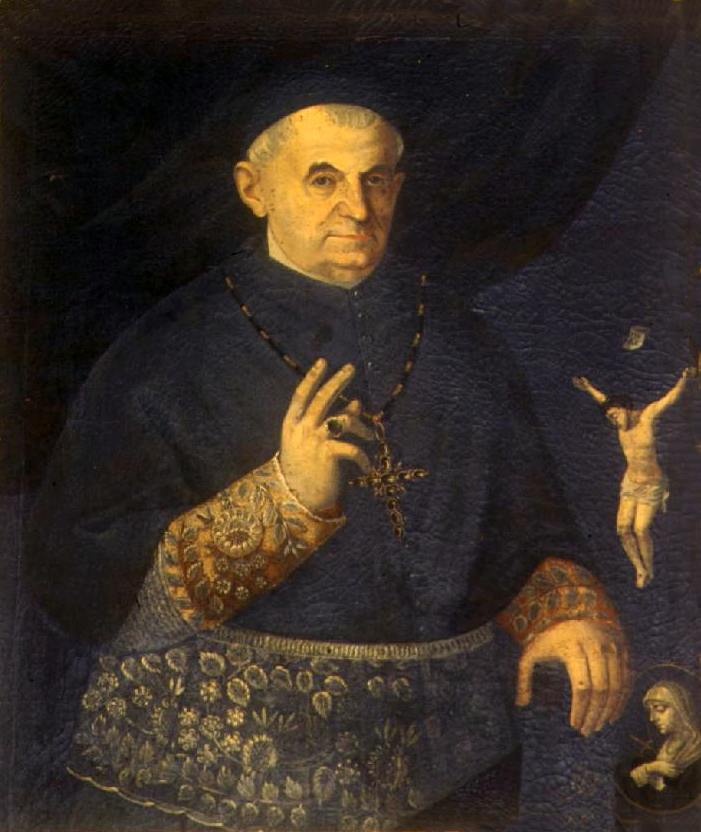
Giuseppe Maria Giove, vescovo di Gallipoli (1834 - 1848)

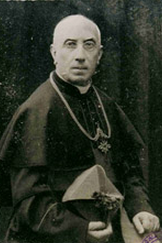
Gaetano Müller, vescovo di Gallipoli (1898 - 1935) e di Nardò (1927 - 1935)

Salma del vescovo Gaetano Müller, 1935

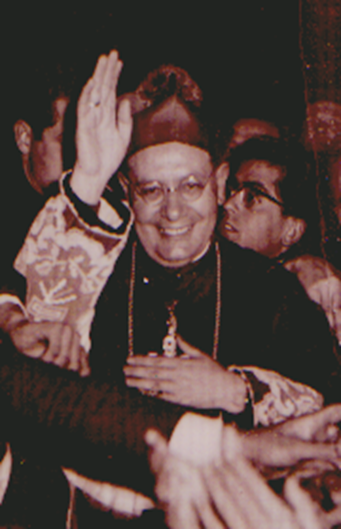
Francesco Minerva, vescovo di Nardò (1948 - 1950)

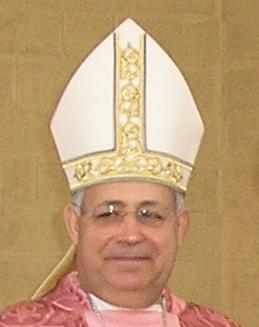
Domenico Caliandro, vescovo di Nardò-Gallipoli (2000 - 2012)

Fernando Filograna, poi vescovo di Nardò-Gallipoli, con papa Paolo VI

Più giovane è la diocesi di Nardò, città elevata a sede vescovile nel 1413. Tuttavia negli ultimi anni sono state avanzate delle ipotesi azzardate che farebbero risalire la data della fondazione della diocesi all'VIII secolo, ossia due secoli dopo alla nascita della diocesi di Gallipoli; lo storico gallipolino Elio Pindinelli smentisce ufficialmente questa ipotesi, attribuendone l'origine a un noto falsario d'epoca illuminista, Pietro Polidori.
Una recente pubblicazione porta alla luce la notizia che la diocesi fu istituita grazie ai favori dell'antipapa Clemente VII nel 1387.
È probabile che Nardò fosse già una diocesi nei primi secoli dell'era cristiana. Infatti esiste una lettera apostolica, dubbia, di papa Paolo I, del 761 o del 762, indirizzata alla diocesi, per porre fine all'elezione dell'ordinario; con tale documento si disponeva, altresì, l'insediamento di una comunità di archimandriti basiliani, i quali erano stati vittima della persecuzione di Costantino V. Di tale tradizione il vescovo Girolamo De Franchis fece riferimento nella documentazione riguardante la visita pastorale del 1612, allorché menzionava alcune lettere apostoliche del V e VI custodite presso l'arcidiocesi di Brindisi. Tracce della grecità della diocesi neretina sono riportate, riguardo l'arredo sacro, nelle visite pastorali del XV secolo.
Documentata invece è l'erezione di Nardò, a partire dal 1090, a sede di abbazia territoriale benedettina. Donazioni, lasciti, privilegi e concessioni
a favore degli Abati, contribuirono alla fisionomia territoriale della diocesi di Nardò. Storicamente incerta appare, tuttavia, l'esistenza di una diocesi, prima della supplica per la sua erezione, da parte di Giovanni De Epifanis all'antipapa Giovanni XXIII. Proprio il De Epifanis divenne il 12 gennaio 1413 primo vescovo di Nardò. Tuttavia già durante lo scisma avignonese Nardò ebbe un vescovo, l'abate Matteo, nominato dall'antipapa Clemente VII il 28 giugno 1387.
Il 27 febbraio 1674 fu eretto dal vescovo Tommaso Brancaccio il seminario diocesano di Nardò, dedicato a san Filippo Neri, ubicato, sino al 1964, accanto all'episcopio. A tale istituto concorsero a dare vitalità e splendore i vescovi Orazio Fortunato, Antonio Sanfelice, Carmine Fimiani, Luigi Vetta, Michele Mautone e Francesco Minerva. Mentre la posa della prima pietra della nuova sede, sita in via dell'Incoronata, avvenne il 31 maggio 1960, sotto l'episcopato di Corrado Ursi. Tale complesso fu inaugurato il 7 maggio 1964 dal successore Antonio Rosario Mennonna. L'edificio, per volere del vescovo Aldo Garzia, fu ristrutturato e riaperto l'8 dicembre 1993. Il seminario ospita anche l'Istituto di Scienze Religiose. Nel medesimo edificio, con decisione del Consiglio presbiterale del 25 ottobre 2011, sarà realizzata la Casa diocesana del Clero, attrezzata all'accoglienza dei sacerdoti anziani o infermi.
Fabio Chigi, già vescovo di Nardò, fu eletto, il 7 aprile 1655, al soglio pontificio con il nome di papa Alessandro VII.

### Diocesi di Nardò-Gallipoli
Sino al 20 ottobre 1980, data dell'erezione della provincia ecclesiastica dell'arcidiocesi di Lecce, la diocesi di Nardò era immediatamente soggetta alla Santa Sede, mentre la sede di Gallipoli era suffraganea dell'arcidiocesi di Otranto.
Il 30 settembre 1983 Aldo Garzia, già vescovo di Gallipoli e coadiutore di Antonio Rosario Mennonna, divenne per successione vescovo di Nardò, unendo così in persona episcopi le due diocesi.
Il medesimo vescovo, il 20 febbraio 1984, eresse il Centro Diocesano Beni Culturali, comprendente l'Archivio Storico e la Biblioteca "Antonio Sanfelice", fondata nel 1721. Tale centro, per la consistenza del patrimonio archivistico, è stato ritenuto dal Presidente della Regione Puglia, con decreti del 10 maggio 1984 e 21 maggio 1985, di "Interesse Storico Locale".
Il 30 settembre 1986, con il decreto Instantibus votis della Congregazione per i vescovi, le due sedi di Nardò e di Gallipoli furono unite plena unione e la nuova circoscrizione ecclesiastica ha assunto il nome di Nardò-Gallipoli. Seguirono accese reazioni della comunità gallipolina.
Il 16 luglio 1988 vengono cedute all'arcidiocesi di Otranto le parrocchie delle frazioni di Collemeto, Noha e Santa Barbara del comune di Galatina.
Il 12 luglio 2004 è stato inaugurato il Museo diocesano di Gallipoli, ubicato nella sede dell'ex seminario, realizzato in stile barocco tra il 1651 ed il 1660 su iniziativa dei presuli Serafino Brancone (Branconi) ed Ignazio Savastano, al fine di valorizzare gli innumerevoli reperti, oltre 500, appartenuti alla vecchia diocesi gallipolina. Ossia: cartepeste, busti, calici ed opere pittoriche. Infatti la diocesi pur essendo tra le più piccole della regione risultava essere tra le più ricche. Il progetto dell'istituzione del museo fu del vescovo Aldo Garzia. Completarono l'iniziativa i successori Vittorio Fusco e Domenico Caliandro.

## Cronotassi degli abati e dei vescovi
Si omettono i periodi di sede vacante non superiori ai 2 anni o non storicamente accertati.

### Abati di Nardò
- Giurdaimo † (? - 1092)
- Everardo † (1092 - 1106)
- Tustaine (Tristano) † (1106 - 1122)
- Benedetto † (1122 - 1132)
- Baldarico † (1132 - 1149)
- Federico † (? - 1170)
- Pagano † (1170 - 1191)
- Innocenzo † (1191 - 1210)
- Paolo † (1210 - 1226)
- Aymerico † (? - ?)
- Loffredo † (1226 - 1256)
- Ruggero † (1254 - 1285)
- Desiderio † (1285 - 1297)
- Giovanni † (? - 1307)
- Stefano † (1307 - 1324)
- Bartolomeo † (1324 - 1351)
- Azzolino De Nestore † (1351 - 1355)
- Pietro † (1355 - 1362)
- Guglielmo † (1362 - 1396)
- Antonio da Perugia † (? - 1406)
- Desiderio † (1406 - 1412)
- Giovanni De Epifanis, O.S.B. † (1412 - 12 gennaio 1413 nominato vescovo di Nardò)

### Vescovi di Nardò
- Giovanni De Epifanis, O.S.B. † (12 gennaio 1413 - 1423 dimesso)
- Giovanni Barella, O.F.M. † (19 febbraio 1423 - dicembre 1435 deceduto)
- Stefano Argercolo Pendinelli † (8 febbraio 1436 - 16 giugno 1451 nominato arcivescovo di Otranto)
- Ludovico de Pennis † (16 giugno 1451 - gennaio 1483 deceduto)
- Ludovico Giustino † (31 gennaio 1483 - 1492 deceduto)
- Gabriele Setario † (12 dicembre 1491 - 27 ottobre 1507 nominato vescovo di Avellino)
- Antonio De Caro † (27 ottobre 1507 - 1517 deceduto)
  - Luigi d'Aragona † (17 giugno 1517 - 21 gennaio 1519 deceduto) (amministratore apostolico)
  - Marco Cornaro † (24 gennaio 1519 - 20 febbraio 1521 dimesso) (amministratore apostolico)
  - Giacomo Antonio Acquaviva † (20 febbraio 1521 - 1531 dimesso) (vescovo eletto)
- Giovanni Domenico De Cupis † (15 gennaio 1532 - 22 maggio 1536 dimesso)
- Giovanni Battista Acquaviva † (22 maggio 1536 - 1569 deceduto)
- Ambrogio Salvio, O.P. † (26 agosto 1569 - 9 febbraio 1577 deceduto)
- Cesare Bovio † (15 aprile 1577 - 17 gennaio 1583 deceduto)
- Fabio Fornari † (9 marzo 1583 - 20 febbraio 1596 deceduto)
- Lelio Landi † (9 settembre 1596 - 24 novembre 1610 deceduto)
- Luigi de Franchis, C.R. † (24 gennaio 1611 - 17 luglio 1615 deceduto)
- Girolamo de Franchis † (13 novembre 1617 - 27 novembre 1634 nominato arcivescovo di Capua)
- Fabio Chigi † (8 gennaio 1635 - 19 febbraio 1652 dimesso, successivamente eletto papa con il nome di Alessandro VII)
- Calanio della Ciaja † (1º luglio 1652 - dicembre 1654 deceduto)
- Girolamo de' Cori † (6 marzo 1656 - 17 giugno 1669 nominato vescovo di Sovana)
- Tommaso Brancaccio † (19 agosto 1669 - 29 aprile 1677 deceduto)
- Orazio Fortunato † (10 gennaio 1678 - 23 luglio 1707 deceduto)
- Antonio Sanfelice † (28 novembre 1707 - 1º gennaio 1736 deceduto)
- Francesco Carafa † (11 aprile 1736 - 1º luglio 1754 deceduto)
- Marco Aurelio Petruccelli † (16 dicembre 1754 - 18 novembre 1781 deceduto)
  - Sede vacante (1781-1792)
- Carmine Fimiani † (27 febbraio 1792 - 1800 deceduto)
  - Sede vacante (1800-1819)
- Leopoldo Corigliano † (4 giugno 1819 - 15 dicembre 1824 dimesso)
- Salvatore Lettieri † (27 giugno 1825 - 6 ottobre 1839 deceduto)
- Angelo Filipponi † (27 gennaio 1842 - 16 agosto 1845 dimesso)
- Ferdinando Girardi, C.M. † (21 dicembre 1846 - 11 settembre 1848 nominato vescovo di Sessa Aurunca)
- Luigi Vetta † (20 aprile 1849 - 10 febbraio 1873 deceduto)
- Salvatore Nappi † (22 dicembre 1873 - 23 giugno 1876 dimesso[30])
- Michele Mautone † (18 dicembre 1876 - 17 febbraio 1888 deceduto)
- Giuseppe Ricciardi † (1º giugno 1888 - 18 giugno 1908 deceduto)
- Nicola Giannattasio † (30 novembre 1908 - 24 giugno 1926 dimesso[31])
- Gaetano Müller † (13 agosto 1927 - 7 febbraio 1935 deceduto)
- Nicola Colangelo † (16 dicembre 1935 - 27 giugno 1937 deceduto)
- Gennaro Fenizia † (17 agosto 1938 - 21 luglio 1948 nominato vescovo di Cava e Sarno)
- Francesco Minerva † (16 settembre 1948 - 17 dicembre 1950 nominato vescovo di Lecce)
- Corrado Ursi † (31 luglio 1951 - 30 novembre 1961 nominato arcivescovo di Acerenza)
- Antonio Rosario Mennonna † (22 febbraio 1962 - 30 settembre 1983 ritirato)
- Aldo Garzia † (30 settembre 1983 succeduto - 30 settembre 1986 nominato vescovo di Nardò-Gallipoli)

### Vescovi di Gallipoli
- Benedetto †[32]
- Domenico † (menzionato nel 551)[33]
- Giovanni I † (prima del 593 - circa novembre 595 deceduto)[34]
- Sabiniano † (menzionato nel 599)[35]
- Giovanni II † (menzionato nel 649)
- Mechisedech ? † (menzionato nel 787)[36]
- Anonimo † (menzionato nel 988 o 1003 o 1018)[37]
- Paolo I † (menzionato nel 1081 circa)
- Baldrico † (menzionato nel 1115)[38]
- Teodoro † (1158 - 1173)
- Pietro Galeta † (? - 1177)
  - Corrado di Wittelsbach † (menzionato nel 1179) (amministratore apostolico)
- Coconda? † (al tempo di papa Celestino III)
- Anonimo † (menzionato nel 1215)
- Pantoleone † (verso il 1247)[39]
- Gregorio † (1271 - 1325 deceduto)
  - Goffredo † (1325 - 1327) (vescovo eletto)
- Milezio, O.S.B.I. † (30 ottobre 1329 - 1330)
- Paolo II, O.S.B.I. † (15 ottobre 1331 - ?)
- Pietro † (menzionato nel 1348)
- Ciriaco † (menzionato nel 1372/1373)[40]
- Domenico † (? deceduto)
- Ugolino † (12 ottobre 1379 - ? deceduto)
- Giovanni di Nardò, O.F.M. † (1º giugno 1383 - 24 gennaio 1396 nominato vescovo di Lacedonia)[41]
- Guglielmo di Nardò, O.F.M. † (24 gennaio 1396 - ? deceduto)
- Guglielmo De Fonte † (1412 - 1420)[42]
- Angelo Corpo Santo, O.P. † (13 agosto 1421 - ? deceduto)
- Donato da Brindisi, O.F.M. † (4 febbraio 1424 - 1443 deceduto)
- Antonio de Neotero, O.F.M. † (20 marzo 1443 - 23 luglio 1445 nominato vescovo di Mottola)
- Pietro † (30 luglio 1445 - ? deceduto)
- Antonio de Joannetto, O.F.M. † (8 ottobre 1451 - ?)[43]
- Ludovico Spinelli † (17 aprile 1458 - 1487)[44]
- Alfonso Spinelli † (? - 1493 deceduto)
- Francesco † (1494 - ?)
- Alessio Celadoni † (12 dicembre 1494 - 7 giugno 1508 nominato vescovo di Molfetta)
- Enrico d'Aragona † (6 agosto 1508 - 24 agosto 1509 deceduto)
  - Francisco de Remolins † (9 settembre 1513 - 5 febbraio 1518 deceduto) (amministratore apostolico)
  - Andrea della Valle † (18 febbraio 1518 - 17 ottobre 1524 dimesso) (amministratore apostolico)
- Jerónimo Muñoz, O.S.B.I. † (17 ottobre 1524 - 1529 dimesso)
- Federico Petrucci † (27 agosto 1529 - 1536 dimesso)
- Pellegrino Cibo de Turcilla † (4 agosto 1536 - 1540 deceduto)
- Giovanni Francesco Cibo † (1540 - 1575 deceduto)
- Alfonso Herrera, O.S.A. † (30 luglio 1576 - 25 febbraio 1585 nominato vescovo di Ariano)[45]
- Sebastián Quintero Ortiz † (7 febbraio 1586 - 1595 dimesso)
- Vincenzo Capece, C.R. † (8 gennaio 1596 - 6 dicembre 1620 deceduto)
- Gonzalo de Rueda † (23 maggio 1622 - 1651 deceduto)
- Andrea Massa † (25 settembre 1651 - 30 dicembre 1654 o 30 gennaio 1655 deceduto)
  - Andrea Martinez de Azevedo † (1655 - 1655 deceduto) (vescovo eletto)
- Giovanni Montoja de Cardona † (9 giugno 1659 - 9 marzo 1667 deceduto)
- Antonio Geremia de Bufalo, O.F.M. † (14 maggio 1668 - 25 settembre 1677 deceduto)
- Antonio Perez della Lastra † (6 febbraio 1679 - 14 gennaio 1700 deceduto)
- Oronzo Filomarini, C.R. † (28 maggio 1700 - 5 marzo 1741 dimesso)
- Antonio Maria Pescatori, O.F.M.Cap. † (6 marzo 1741 - 14 gennaio 1747 deceduto)
- Serafino Brancone, O.S.B. † (10 aprile 1747 - 27 gennaio 1759 deceduto)
- Ignazio Savastano † (28 maggio 1759 - 6 settembre 1769 deceduto)
- Agostino Gervasio, O.S.A. † (29 gennaio 1770 - 17 novembre 1784 dimesso)[46]
  - Sede vacante (1784-1792)
- Giovanni Giuseppe Dalla Croce, O.A.D. † (27 febbraio 1792 - 13 dicembre 1820 deceduto)
- Giuseppe Maria Botticelli † (19 aprile 1822 - 23 giugno 1828 nominato vescovo di Lacedonia)
- Francesco Antonio Visocchi † (2 luglio 1832 - 20 aprile 1833 deceduto)
- Giuseppe Maria Giove, O.F.M. † (19 dicembre 1834 - 24 giugno 1848 deceduto)
- Leonardo Moccia † (11 dicembre 1848 - 17 aprile 1852 deceduto)
- Antonio La Scala † (27 settembre 1852 - 27 settembre 1858 nominato vescovo di San Severo)
- Valerio Laspro † (23 marzo 1860 - 6 maggio 1872 nominato vescovo di Lecce)
- Aniceto Ferrante, C.O. † (21 marzo 1873 - 1878 dimesso[47])
- Gesualdo Nicola Loschirico, O.F.M.Cap. † (12 maggio 1879 - 27 febbraio 1880 nominato arcivescovo di Acerenza e Matera)
- Enrico Carfagnini, O.F.M. † (27 febbraio 1880 - 24 marzo 1898 dimesso[48])
- Gaetano Müller † (20 agosto 1898 - 7 febbraio 1935 deceduto)
- Nicola Margiotta † (16 dicembre 1935 - 25 settembre 1953 nominato arcivescovo di Brindisi)
- Biagio D'Agostino † (14 maggio 1954 - 24 febbraio 1956 nominato vescovo di Vallo della Lucania)
- Pasquale Quaremba † (20 giugno 1956 - 15 giugno 1982 ritirato)
- Aldo Garzia † (15 giugno 1982 - 30 settembre 1986 nominato vescovo di Nardò-Gallipoli)

### Vescovi di Nardò-Gallipoli
- Aldo Garzia † (30 settembre 1986 - 17 dicembre 1994 deceduto)
- Vittorio Fusco † (12 settembre 1995 - 11 luglio 1999 deceduto)
- Domenico Caliandro (13 maggio 2000 - 20 ottobre 2012 nominato arcivescovo di Brindisi-Ostuni)
- Fernando Filograna, dal 16 luglio 2013

## Comunità religiose
Religiose:
- suore compassioniste, Alezio;
- benedettine di Santa Geltrude, Aradeo;
- figlie del Divin Salvatore, Gallipoli
- figlie della carità di San Vincenzo de' Paoli, Casarano;
- monastero di Santa Teresa di Gesù, monache carmelitane scalze. Nel monastero il 16 gennaio 1910 avvenne il miracolo di santa Teresa di Lisieux, Gallipoli;
- suore degli angeli o adoratrici della Santissima Trinità, Gallipoli;
- monastero del Bambin Gesù di Praga, monache carmelitane scalze, Matino;
- suore salesiane; Melissano;
- monastero di Santa Chiara, monache clarisse, Nardò;
- suore marcelline, Nardò;
- suore adoratrici, Neviano;
- monastero di Santa Teresa di Gesù, monache carmelitane scalze, San Simone;
- suore discepole di Gesù Eucaristico, Porto Cesareo, Taviano;
- suore apostole del Santo Rosario, Parabita;
- suore oblate di Santa Gianna Beretta Molla, Tuglie.

Religiosi:
- Frati minori conventuali, Copertino;
- frati minori, Galatone;
- terziari cappuccini o padri amigoniani, Galatone;
- padri leonardini, Gallipoli;
- domenicani, Parabita.

## Statistiche
La diocesi nel 2023 su una popolazione di 203.167 persone contava 201.222 battezzati, corrispondenti al 99,0% del totale.
| anno | popolazione | popolazione | popolazione | presbiteri | presbiteri | presbiteri | presbiteri                | diaconi | religiosi | religiosi | parrocchie |
| anno | battezzati  | totale      | %           | numero     | secolari   | regolari   | battezzati per presbitero | diaconi | uomini    | donne     | parrocchie |
| ---- | ----------- | ----------- | ----------- | ---------- | ---------- | ---------- | ------------------------- | ------- | --------- | --------- | ---------- |
| 1950 | 140.000     | 140.000     | 100,0       | 120        | 94         | 26         | 1.166                     |         | 34        | 119       | 26         |
| 1970 | 157.625     | 157.810     | 99,9        | 126        | 101        | 25         | 1.250                     |         | 25        | 136       | 40         |
| 1980 | 170.415     | 171.208     | 99,5        | 117        | 101        | 16         | 1.456                     |         | 21        | 127       | 44         |
| 1990 | 207.000     | 208.139     | 99,5        | 146        | 124        | 22         | 1.417                     |         | 27        | 155       | 72         |
| 1999 | 210.376     | 211.596     | 99,4        | 146        | 126        | 20         | 1.440                     |         | 23        | 116       | 72         |
| 2000 | 210.515     | 211.866     | 99,4        | 146        | 129        | 17         | 1.441                     |         | 19        | 108       | 72         |
| 2001 | 210.670     | 211.735     | 99,5        | 148        | 129        | 19         | 1.423                     |         | 22        | 110       | 72         |
| 2002 | 208.829     | 209.793     | 99,5        | 146        | 130        | 16         | 1.430                     |         | 18        | 109       | 73         |
| 2003 | 209.936     | 210.704     | 99,6        | 141        | 125        | 16         | 1.488                     |         | 21        | 109       | 73         |
| 2004 | 204.093     | 206.071     | 99,0        | 138        | 123        | 15         | 1.478                     |         | 18        | 109       | 72         |
| 2013 | 210.417     | 211.352     | 99,6        | 142        | 124        | 18         | 1.481                     | 14      | 24        | 110       | 66         |
| 2016 | 207.130     | 208.187     | 99,5        | 141        | 127        | 14         | 1.469                     | 14      | 21        | 89        | 66         |
| 2019 | 208.223     | 209.863     | 99,2        | 154        | 132        | 22         | 1.352                     | 14      | 26        | 101       | 66         |
| 2021 | 203.462     | 204.944     | 99,3        | 146        | 127        | 19         | 1.393                     | 13      | 26        | 91        | 66         |
| 2023 | 201.222     | 203.167     | 99,0        | 150        | 121        | 29         | 1.341                     | 13      | 37        | 97        | 66         |

### Per la sede di Nardò
- Annuario della Chiesa Neretina, 1986
- Giuseppe Gabrieli, Bibliografia di Puglia, parte II, pp. 180–181
- (LA)  Pius Bonifacius Gams, Series episcoporum Ecclesiae Catholicae, Leipzig, 1931, pp. 902–903
- (LA)  Konrad Eubel, Hierarchia Catholica Medii Aevi, vol. 1, p. 363; vol. 2, p. 202; vol. 3, p. 256; vol. 4, p. 257; vol. 5, p. 286; vol. 6, p. 307

### Per la sede di Gallipoli
- Giuseppe Cappelletti, Le Chiese d'Italia dalla loro origine sino ai nostri giorni, Venezia, 1870, vol. XXI, pp. 327–331
- Vincenzio d'Avino, Cenni storici sulle Chiese arcivescovili, vescovili e prelatizie (nullius) del Regno delle Due Sicilie, Napoli, 1848, pp. 241–260
- Francesco Lanzoni, Le diocesi d'Italia dalle origini al principio del secolo VII (an. 604), vol. I, Faenza, 1927, p. 317
- Giuseppe Gabrieli, Bibliografia di Puglia, parte II, pp. 292–293
- (LA)  Pius Bonifacius Gams, Series episcoporum Ecclesiae Catholicae, Leipzig, 1931, p. 882
- (LA)  Konrad Eubel, Hierarchia Catholica Medii Aevi, vol. 1, p. 259; vol. 2, p. XXV e 157; vol. 3, p. 201; vol. 4, p. 192; vol. 5, p. 208; vol. 6, pp. 222–223
- (EN) David Cheney, Diocesi di Gallipoli, su Catholic-Hierarchy.org.